# Cappella della Trinità
La Cappella della Trinità di Caramagna Piemonte, di proprietà del marchese Garessio, fu poi annessa al Comune. Causa lo stato di abbandono, l'abate Garessio nella visita pastorale del 5 maggio 1745 ne proibì l'uso, finché fu riparata per interessamento di Lodovico Francesco Aubert.
Rispetto alle altre cappelle locali, possiede un carattere architettonico proprio.